# Po prostu miłość (telenowela 1997)
Po prostu miłość (oryg. Por Amor) – brazylijska telenowela składająca się ze 190 odcinków. Emitowana w Polsce przez telewizję Polsat.

## Fabuła
Elena i Maria-Eduarda, matka i córka, mieszkają w Rio de Janeiro. Elena rozpoczyna nowe życie po rozwodzie z mężem alkoholikiem. Poznaje Atílę, w którym zakochuje się z wzajemnością. Maria-Eduarda również wiąże się z Marcelem, przedstawicielem klasy wyższej. Obie pary biorą ślub i los chce, że obie kobiety zachodzą w ciążę w jednym czasie i rodzą dziecko w jednym szpitalu. Po porodzie okazuje się jednak, że dziecko córki umiera, o czym lekarz informuje jako pierwszą Elenę. Ta postanawia poświęcić swoje szczęście dla dobra córki i zamienia noworodki. Śmierć dziecka jest dla związku Atíllí i Eleny dużym wstrząsem, który doprowadza w końcu do rozstania, mimo uczucia, które ich wciąż łączy. Także małżeństwo Marii-Eduardy i Marcela przeżywa kłopoty. Podobnie sprawy mają się w rodzinie Marcela. Apodyktyczna i zgorzkniała Branca Letícia, matka mężczyzny, nie może się pogodzić z tym, że jest żoną ojca Marcela, którego nie kocha, a nie Atílli, z którym miała w przeszłości romans. Owocem tego związku jest właśnie Marcel. Dzięki temu może on liczyć na specjalne względy kobiety. Córka Branci Milena boleśnie odczuwająca brak zainteresowania ze strony matki znajduje ukojenie w związku z Nandem, pilotem śmigłowca z racji swojego niskiego pochodzenia społecznego nie mogącego liczyć na akceptację ze strony matki dziewczyny. Nando jest przybranym synem Orestesa, byłego męża Eleny, który ożenił się z jego matką, Lídią Gonzagą. Ona również odradza synowi związek z Mileną, nie wierząc w możliwość szczęśliwego życia dwojga ludzi o tak różnym statusie majątkowym. Pod koniec prawda o zamianie dzieci wychodzi na jaw. Attíla i Elena ponownie zbliżają się do siebie. Jednak zakończenie pozostaje otwarte. Serial kończy się sceną wspólnego spaceru Eleny, Attíla, Marcela, Marii Eduardy i ich "wspólnego" synka. Nie wiadomo, jak się potoczą ich dalsze losy.

## Obsada
- Regina Duarte - Elena Viana - główna bohaterka
- Gabriela Duarte - Maria Eduarda Viana Greco de Barros Mota - córka głównej bohaterki
- Antônio Fagundes - Atílla Novelli - ukochany głównej bohaterki, biologiczny ojciec Marcela
- Fábio Assunção - Marcelo de Barros Mota - mąż Marii Eduardy
- Susana Vieira - Branca Letícia de Barros Mota - matka Marcela
- Carolina Ferraz - Milena de Barros Mota - siostra Marcela
- Eduardo Moscovis - Nando (Fernando Gonzaga) - chłopak Mileny
- Paulo José - Orestes Greco - ojciec Marii Eduardy, były mąż Eleny
- Regina Braga - Lídia Gonzaga Greco - żona Orestesa i matka Nanda
- Cecília Dassi - Sandrinha (Sandra Gonzaga Greco) - córka Lídii i Orestesa, siostra Nanda i Marii Eduardy
- Murilo Benício - Leonardo de Barros Mota - brat Mileny, przyrodni brat Marcela